# Emilia McCarthy
Emilia McCarthy (London, 28 de agosto de 1997) é uma atriz, dançarina e escritora canadense. Ela interpretou a filha do xerife na série do Netflix, Hemlock Grove. McCarthy interpretou Taylor Dean no Disney Channel Original Movie, Zapped.
Em julho de 2013, ela começou a trabalhar no filme Maps to the Stars interpretando Kayla. O filme estreou em 14 de abril de 2014 em vários festivais e e gerou comentários positivos. McCarthy interpreta o papel da Abby Ackerman em Max & Shred, seu primeiro papel principal em uma série de televisão, que é produzida pelo YTV e também é exibida na Nickelodeon.

## Primeiros anos

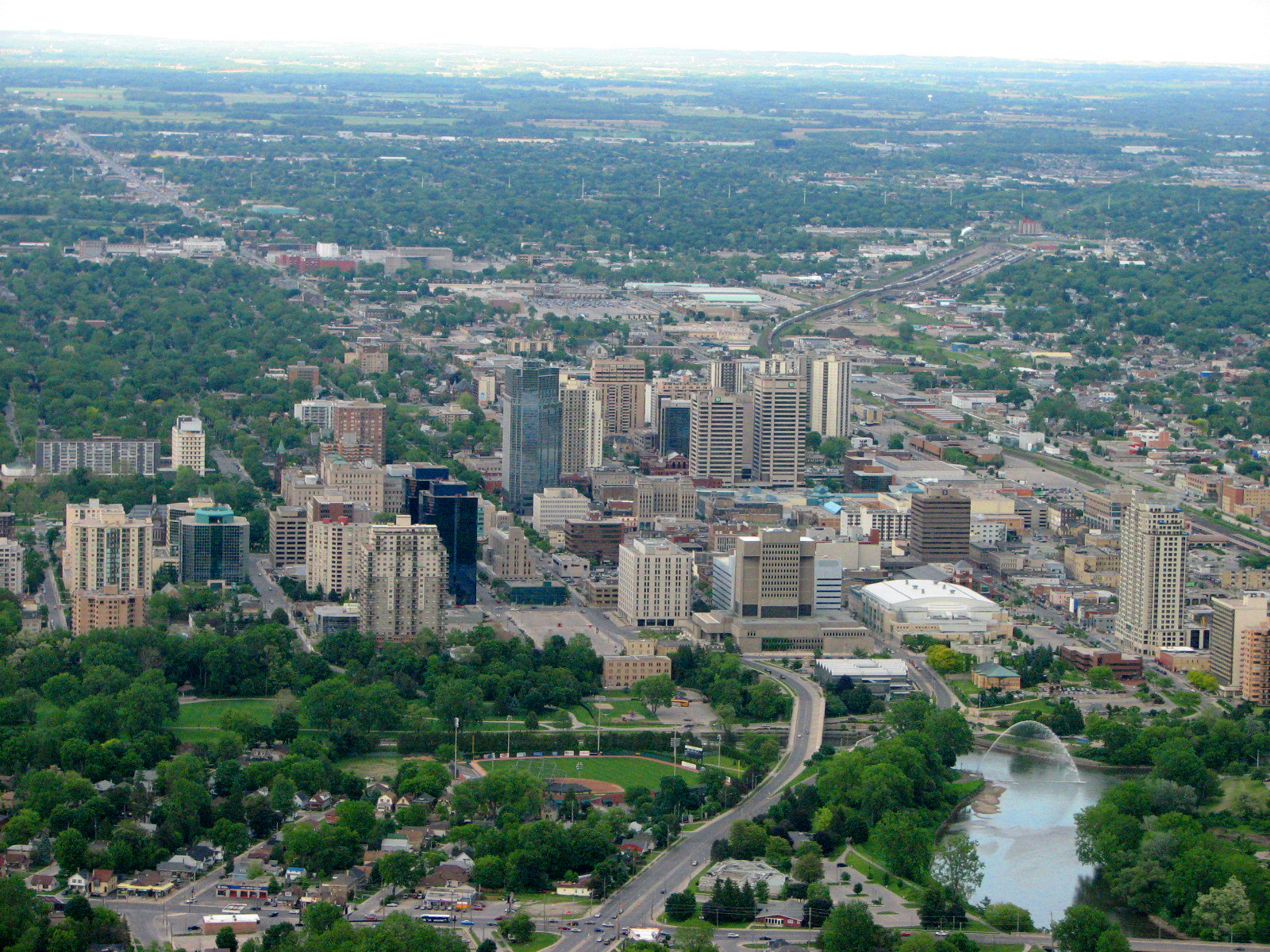
London, cidade natal de Emilia McCarthy.

McCarthy nasceu em 28 de Agosto de 1997 em London, Ontário, onde foi criada. Ela é filha de Margarita De Antuñano, Diretora do Canadá-México Cultural Exchange Centre e uma professora de espanhol e Barry McCarthy um vice-diretor aposentado. Sua mãe é Mexicana-Canadense e pai de de origem Canadense. McCarthy tem sangue Mexicano e Canadense. Ela fala Inglês, Espanhol, e Francês fluentemente. Ela descobriu sua paixão por atuar quando ela ainda era criança. Ela descobriu sua paixão por atuar, dançar e modelagem e prossegue vigorosamente "a sua chamada na vida". como ela refere-se a sua avó Beatriz Carrillo que disse, "Emilia nasceu para atuar e dançar,  Eu acho que ela nasceu com esse dom".
McCarthy fez aulas de interpretação na "Armstrong Acting Studios", em Toronto. Em uma  entrevista ela declarou:
" Eu tinha uns sete anos e literalmente acordei um dia e disse: Mãe, Pai, eu quero ser uma atriz"
Então em 2006 ela conseguiu seu primeiro papel como  Elle Fanning  no filme, Babel, estrelado por Brad Pitt e Cate Blanchet.  O filme foi dirigido pelo vencedor do Oscar, Alejandro Gonzalez Iñarritu.

## Carreira

### 2007–12: Início da Carreira
Aos 8, McCarthy teve a oportunidade de atuar com Cate Blanchett e Gael García Bernal como a filha de Cate, um papel que ela dividia com Elle Fanning, no filme vencedor do Globo de Ouro: Babel.
Em 2007, com 9 anos de idade McCarthy conseguiu o papel de Laura Westover para o filme de TV: Booky & the Secret Santa. Em 2009, aos 11 anos, ela foi contratada  para retomar o papel de Laura Westover no filme.
McCarthy fez uma aparição especial no episódio "All In" na CW-Ranked Beauty & the Beast como Cena. O episódio foi exibido em 25 de Outubro de 2012. Além disso Emilia publicou um livro com a ajuda de seu pai quando ela tinha apenas oito anos de idade. O livro é intitulado como "Baby's Wish", Emilia teve a ideia do livro a partir de um sonho que ela teve.
McCarthy já se apresentou em várias produções teatrais como Hairspray e Tarantella Cabaret, também fez aparições em palco em obras como Aida e Seussical Jr.

### 2013–presente: Filmes eMax & Shred
McCarthy fez o teste em Toronto para Eli Roth, diretor / produtor da série. Em Abril, o Netflix estreou a série Hemlock Grove de 13 episódios. Emilia apareceu em 9 episódios como Alyssa Sworn na série.
McCarthy estrelou na websérie "Unlikely Heroes" e "Kids' Town" em 2013. Nesse mesmo ano McCarthy conseguiu papel feminino principal no filme Bunks, um filme original do Disney XD.
McCarthy era parte do elenco principal do filme Zapped, ela interpretou Taylor Dean, a antagonista do personagem da Zendaya. O filme estreou em 27 de junho, 2014 nos Estados Unidos e no Reino Unido e na América Latina estreou no dia 10 de agosto de 2014.
Em 15 de Julho de 2013, foi confirmado que McCarthy seria parte do elenco do filme Maps to the Stars. Ela interpretou o papel de Kayla. A produção começou em julho de 2013. EOne apresentou o filme com seus outros filmes em estado de pós-produção em 2013 no Toronto Film Festival. Em 14 de Abril de 2014, a primeira prévia do filme foi lançada. O filme estreou no 2014 Cannes Film Festival e as performances do elenco foram elogiadas.
McCarthy interpreta o papel de Abby Ackerman na nova série do YTV, Max & Shred, which also will be transmitted by Nickelodeon. A série estreiou em 6 de Outubro de 2014 nos Estados Unidos.

## Arte

### Influências
|                                                     |  |  |
| Ryan Gosling e Rachel McAdams maiores influências . |  |  |

As pricipais influênias de McCarthy são Ryan Gosling e Rachel McAdams. Em 2014, ela disse em uma entrevista que, "Ryan Gosling e Rachel McAdams são as minhas inspirações. Eles também nasceram em London, Ontário. Então, se eles podem fazer isso, por quê não eu?". Em outra entrevista ela declarou, "Eu sou uma grande fã Rachel McAdams e Ryan Gosling, como eles são de London, Ontário, que onde eu nasci e cresci. Rachel McAdams foi a mesma de teatro do que eu. Não é só isso, mas ambos são surpreendentes atores e sabendo que eles vieram do mesmo lugar que eu vim,  é uma loucura".

## Comercialização

### Livros
Emilia McCarthy também é conhecida por ser uma escritora. Na idade de oito anos, junto com seu pai, ela publicou seu livro  Baby Wish. Há uma cópia do livro em London, na Biblioteca Central de Ontário (em inglês: Ontario Central Library).

## Filmografia
| Ano       | Título                                       | Papel          | Notas                                                              |
| --------- | -------------------------------------------- | -------------- | ------------------------------------------------------------------ |
| 2007      | Booky and the Secret Santa                   | Laura Westover | Filme de TV                                                        |
| 2009      | Booky's Crush                                | Laura Westover | Filme de TV                                                        |
| 2012      | Beauty & the Beast                           | Cena           | "All In" (Temporada 1, Episódio 3)                                 |
| 2013      | Wild Kratts                                  | Yi             | "Attack of the Tree Eating Aliens" (Temporada 2, Episódio 20)      |
| 2013      | Hemlock Grove                                | Alyssa Sworn   | Elenco secundário (9 episódios)                                    |
| 2013      | Kid's Town                                   | Beth Pilly     | Papel regular (7 episódios)                                        |
| 2013      | Unlikely Heroes                              | Cheryllyn      | Elenco secundário                                                  |
| 2013      | Bunks                                        | Lauren         | Elenco secundário; Filme Disney XD para a TV                       |
| 2014      | Maps to the Stars                            | Kayla          | Elenco secundário                                                  |
| 2014      | Zapped                                       | Taylor Dean    | Antagonista; Filme Disney Channel para a TV                        |
| 2014      | Behind the Scenes on Disney Channel's Zapped | Taylor Dean    | "Story" (Temporada 1, Episódio 1) "Dance"(Temporada 1, Episódio 3) |
| 2014–2016 | Max & Shred                                  | Abby Ackerman  | Papel Principal                                                    |
| 2018      | Zombies                                      | Jenny "Lacey"  | Coadjuvante; Filme Disney Channel para a TV                        |
| 2020      | Zombies 2                                    | Jenny "Lacey"  | Coadjuvante; Filme Disney Channel para a TV                        |

## Prêmios e indicações
| Ano  | Premiação          | Categoria                                                                        | Trabalho    | Resultado | Ref.   |
| ---- | ------------------ | -------------------------------------------------------------------------------- | ----------- | --------- | ------ |
| 2015 | Young Artist Award | Melhor Performance em Filme de TV, Minisséries, Especial ou Piloto - Atriz Jovem | Zapped      | Venceu    | [ 15 ] |
| 2015 | Young Artist Award | Melhor Performance em Série de TV- Atriz Protagonista Jovem                      | Max & Shred | Indicada  | [ 15 ] |
| 2016 | Young Artist Award | Melhor Performance em Série de TV - Atriz Protagonista Jovem                     | Max & Shred | Pendente  | [ 16 ] |

## Ligações Externas
- Emilia McCarthy no X
- Emilia McCarthy. no IMDb.
- Emilia McCarthy no Instagram